# Лысково (Челябинская область)
Лысково — село в Октябрьском районе Челябинской области. Административный центр Лысковского сельского поселения.

## География
Село находится вокруг безымянного озера, на расстоянии 19 км к северу от села Октябрьское, административного центра района.

### Часовой пояс
Село Лысково, как и вся Челябинская область, находится в часовой зоне МСК+2. Смещение применяемого времени относительно UTC составляет +5:00.

## Население
| 2002 | 2010 |
| ---- | ---- |
| 472  | ↘302 |

### Половой состав
По данным Всероссийской переписи, в 2010 году численность населения села составляла 302 человека (142 мужчины и 160 женщин).

## Улицы
- ул. Береговая,
- ул. Заозёрная,
- ул. Садовая,
- ул. Советская,
- ул. Центральная[4].